# Campeonato Europeu de Patinação Artística no Gelo de 2005
O Campeonato Europeu de Patinação Artística no Gelo de 2005 foi a nonagésima sétima edição do Campeonato Europeu de Patinação Artística no Gelo, um evento anual de patinação artística no gelo organizado pela União Internacional de Patinação (em inglês:  International Skating Union) onde os patinadores artísticos competem pelo título de campeão europeu. A competição foi disputada entre os dias 25 de janeiro e 30 de janeiro, na cidade de Turim, Itália.

## Eventos
- Individual masculino
- Individual feminino
- Duplas
- Dança no gelo

## Medalhistas
| Evento                        | Ouro                                        | Prata                                       | Bronze                                           |
| Individual masculino detalhes | Evgeni Plushenko · Rússia                   | Brian Joubert · França                      | Stefan Lindemann · Alemanha                      |
| Individual feminino detalhes  | Irina Slutskaya · Rússia                    | Susanna Pöykiö · Finlândia                  | Elena Liashenko · Ucrânia                        |
| Duplas detalhes               | Tatiana Totmianina · Maxim Marinin · Rússia | Julia Obertas · Sergei Slavnov · Rússia     | Maria Petrova · Alexei Tikhonov · Rússia         |
| Dança no gelo detalhes        | Tatiana Navka · Roman Kostomarov · Rússia   | Elena Grushina · Ruslan Goncharov · Ucrânia | Isabelle Delobel · Olivier Schoenfelder · França |

## Resultados

### Individual masculino

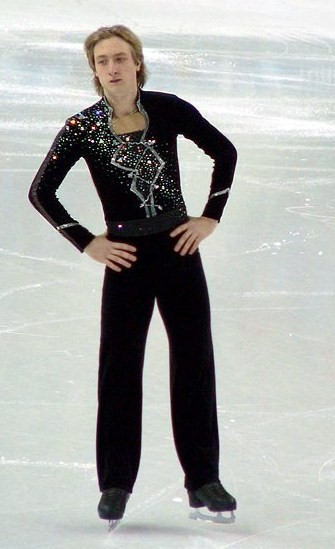
O russo Evgeni Plushenko, campeão europeu pela quarta vez.

| Medalha de ouro                                       | Evgeni Plushenko     | Rússia              | 227.14 | 75.33 (2)  | 151.81 (1)  |
| Medalha de prata                                      | Brian Joubert        | França              | 224.43 | 76.98 (1)  | 147.45 (2)  |
| Medalha de bronze                                     | Stefan Lindemann     | Alemanha            | 200.54 | 67.75 (5)  | 132.79 (3)  |
| 4                                                     | Stéphane Lambiel     | Suíça               | 196.47 | 69.97 (3)  | 126.50 (7)  |
| 5                                                     | Andrei Griazev       | Rússia              | 196.31 | 68.20 (4)  | 128.11 (5)  |
| 6                                                     | Kevin van der Perren | Bélgica             | 195.47 | 67.46 (6)  | 128.01 (6)  |
| 7                                                     | Frédéric Dambier     | França              | 183.60 | 54.81 (12) | 128.79 (4)  |
| 8                                                     | Gheorghe Chiper      | Romênia             | 180.86 | 61.20 (7)  | 119.66 (8)  |
| 9                                                     | Samuel Contesti      | França              | 171.59 | 60.06 (8)  | 111.53 (9)  |
| 10                                                    | Kristoffer Berntsson | Suécia              | 166.70 | 58.40 (10) | 108.30 (12) |
| 11                                                    | Jamal Othman         | Suíça               | 163.48 | 54.80 (13) | 108.68 (11) |
| 12                                                    | Sergei Davydov       | Bielorrússia        | 163.23 | 59.45 (9)  | 103.78 (14) |
| 13                                                    | Roman Serov          | Israel              | 162.76 | 52.37 (15) | 110.39 (10) |
| 14                                                    | Andrei Lezin         | Rússia              | 157.39 | 50.68 (18) | 106.71 (13) |
| 15                                                    | Vakhtang Murvanidze  | Geórgia             | 155.60 | 53.11 (14) | 102.49 (15) |
| 16                                                    | Silvio Smalun        | Alemanha            | 153.30 | 56.56 (11) | 96.74 (18)  |
| 17                                                    | Trifun Zivanovic     | Sérvia e Montenegro | 148.54 | 51.29 (16) | 97.25 (16)  |
| 18                                                    | Viktor Pfeifer       | Áustria             | 148.06 | 50.85 (17) | 97.21 (17)  |
| 19                                                    | John Hamer           | Reino Unido         | 144.10 | 49.56 (20) | 94.54 (19)  |
| 20                                                    | Martin Liebers       | Alemanha            | 141.43 | 48.21 (22) | 93.22 (20)  |
| 21                                                    | Lukáš Rakowski       | República Tcheca    | 140.58 | 50.32 (19) | 90.26 (22)  |
| 22                                                    | Vitali Danilchenko   | Ucrânia             | 138.53 | 47.93 (23) | 90.60 (21)  |
| 23                                                    | Juraj Sviatko        | Eslováquia          | 134.79 | 47.14 (24) | 87.65 (23)  |
| 24                                                    | Ari-Pekka Nurmenkari | Finlândia           | 127.92 | 49.36 (21) | 78.56 (24)  |
| 25                                                    | Paolo Bacchini       | Itália              | 116.97 | 39.32 (32) | 77.65 (25)  |
| Não avançaram para a patinação livre / programa longo |                      |                     |        |            |             |
| 26                                                    | Andrei Dobrokhodov   | Azerbaijão          | 46.33  | 46.33 (25) |             |
| 27                                                    | Gregor Urbas         | Eslovênia           | 45.00  | 45.00 (26) |             |
| 28                                                    | Maciej Kuś           | Polônia             | 44.92  | 44.92 (27) |             |
| 29                                                    | Michal Matloch       | República Tcheca    | 43.85  | 43.85 (28) |             |
| 30                                                    | Zoltán Tóth          | Hungria             | 43.64  | 43.64 (29) |             |
| 31                                                    | Aidas Reklys         | Lituânia            | 42.22  | 42.22 (30) |             |
| 32                                                    | Juan Legaz           | Espanha             | 40.54  | 40.54 (31) |             |
| 33                                                    | Alper Uçar           | Turquia             | 32.49  | 32.49 (33) |             |

### Individual feminino
| Medalha de ouro                                       | Irina Slutskaya         | Rússia               | 168.71 | 65.02 (1)  | 103.69 (1) |
| Medalha de prata                                      | Susanna Pöykiö          | Finlândia            | 158.93 | 56.63 (3)  | 102.30 (3) |
| Medalha de bronze                                     | Elena Liashenko         | Ucrânia              | 158.02 | 55.16 (4)  | 102.86 (2) |
| 4                                                     | Júlia Sebestyén         | Hungria              | 157.13 | 61.28 (2)  | 95.85 (6)  |
| 5                                                     | Elena Sokolova          | Rússia               | 150.88 | 52.46 (5)  | 98.42 (4)  |
| 6                                                     | Galina Maniachenko      | Ucrânia              | 145.86 | 49.62 (6)  | 96.24 (5)  |
| 7                                                     | Carolina Kostner        | Itália               | 142.71 | 49.29 (7)  | 93.42 (7)  |
| 8                                                     | Daria Timoshenko        | Azerbaijão           | 132.19 | 48.27 (8)  | 83.92 (11) |
| 9                                                     | Idora Hegel             | Croácia              | 132.01 | 43.87 (13) | 88.14 (8)  |
| 10                                                    | Sarah Meier             | Suíça                | 129.63 | 42.71 (14) | 86.92 (9)  |
| 11                                                    | Elina Kettunen          | Finlândia            | 128.58 | 44.40 (11) | 84.18 (10) |
| 12                                                    | Annette Dytrt           | Alemanha             | 127.13 | 46.41 (9)  | 80.72 (13) |
| 13                                                    | Kiira Korpi             | Finlândia            | 125.46 | 44.34 (12) | 81.12 (12) |
| 14                                                    | Fleur Maxwell           | Luxemburgo           | 123.24 | 45.94 (10) | 77.30 (16) |
| 15                                                    | Roxana Luca             | Romênia              | 121.22 | 42.57 (16) | 78.65 (15) |
| 16                                                    | Jenna McCorkell         | Reino Unido          | 120.91 | 41.80 (17) | 79.11 (14) |
| 17                                                    | Lina Johansson          | Suécia               | 110.04 | 41.42 (18) | 68.62 (18) |
| 18                                                    | Diána Póth              | Hungria              | 108.89 | 42.62 (15) | 66.27 (19) |
| 19                                                    | Tuğba Karademir         | Turquia              | 106.98 | 37.75 (21) | 69.23 (17) |
| 20                                                    | Karen Venhuizen         | Países Baixos        | 105.45 | 40.43 (19) | 65.02 (21) |
| 21                                                    | Candice Didier          | França               | 102.87 | 39.14 (20) | 63.73 (22) |
| 22                                                    | Sonia Radeva            | Bulgária             | 101.84 | 36.13 (24) | 65.71 (20) |
| 23                                                    | Andrea Kreuzer          | Áustria              | 92.82  | 36.45 (23) | 56.37 (23) |
| 24                                                    | Bianka Padar            | Hungria              | 92.18  | 37.64 (22) | 54.54 (24) |
| Não avançaram para a patinação livre / programa longo |                         |                      |        |            |            |
| 25                                                    | Petra Lukáčíková        | República Tcheca     | 35.62  | 35.62 (25) |            |
| 26                                                    | Jelena Glebova          | Estônia              | 34.30  | 34.30 (26) |            |
| 27                                                    | Jacqueline Belenyesiová | Eslováquia           | 33.87  | 33.87 (27) |            |
| 28                                                    | Laura Fernandez         | Espanha              | 33.71  | 33.71 (28) |            |
| 29                                                    | Gintarė Vostrecovaitė   | Lituânia             | 32.92  | 32.92 (29) |            |
| 30                                                    | Teodora Poštič          | eslovênia            | 32.83  | 32.83 (30) |            |
| 31                                                    | Valentina Marchei       | Itália               | 31.91  | 31.91 (31) |            |
| 32                                                    | Evgenia Melnik          | Bielorrússia         | 31.84  | 31.84 (32) |            |
| 33                                                    | Cindy Carquillat        | Suíça                | 31.23  | 31.23 (33) |            |
| 34                                                    | Melissandre Fuentes     | Andorra              | 30.90  | 30.90 (34) |            |
| 35                                                    | Karin Brandstätter      | Áustria              | 29.58  | 29.58 (35) |            |
| 36                                                    | Isabelle Pieman         | Bélgica              | 26.61  | 26.61 (36) |            |
| 37                                                    | Nina Bates              | Bósnia e Herzegovina | 19.31  | 19.31 (37) |            |

### Duplas
| Pos.              | Nome                                   | Nacionalidade | Pontos | PC         | PL         |
| ----------------- | -------------------------------------- | ------------- | ------ | ---------- | ---------- |
| Medalha de ouro   | Tatiana Totmianina / Maxim Marinin     | Rússia        | 196.28 | 69.70 (1)  | 126.58 (1) |
| Medalha de prata  | Julia Obertas / Sergei Slavnov         | Rússia        | 177.10 | 63.59 (2)  | 113.51 (2) |
| Medalha de bronze | Maria Petrova / Alexei Tikhonov        | Rússia        | 175.89 | 63.15 (3)  | 112.74 (3) |
| 4                 | Aliona Savchenko / Robin Szolkowy      | Alemanha      | 158.73 | 59.45 (4)  | 99.28 (4)  |
| 5                 | Tatiana Volosozhar / Stanislav Morozov | Ucrânia       | 151.79 | 56.26 (5)  | 95.53 (5)  |
| 6                 | Rebecca Handke / Daniel Wende          | Alemanha      | 135.19 | 49.24 (6)  | 85.95 (6)  |
| 7                 | Marylin Pla / Yannick Bonheur          | França        | 120.20 | 44.43 (8)  | 75.77 (9)  |
| 8                 | Oľga Beständigová / Jozef Beständig    | Eslováquia    | 120.09 | 41.64 (9)  | 78.45 (7)  |
| 9                 | Julia Beloglazova / Andrei Bekh        | Ucrânia       | 119.50 | 41.41 (11) | 78.09 (8)  |
| 10                | Julia Shapiro / Vadim Akolzin          | Israel        | 119.20 | 44.62 (7)  | 74.58 (10) |
| 11                | Diana Rennik / Aleksei Saks            | Estônia       | 110.95 | 41.60 (10) | 69.35 (12) |
| 12                | Rumiana Spassova / Stanimir Todorov    | Bulgária      | 109.72 | 35.82 (13) | 73.90 (11) |
| 13                | Olga Boguslavska / Andrei Brovenko     | Letônia       | 102.08 | 36.82 (12) | 65.26 (13) |

### Dança no gelo

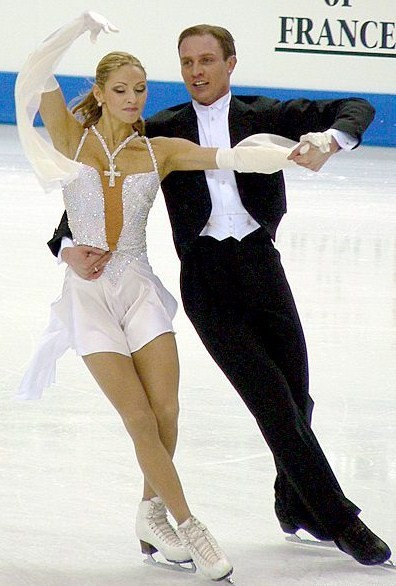
A dupla russa}} Tatiana Navka}} e Roman Kostomarov}}, conquistou o título europeu.

| Pos.              | Nome                                    | Nacionalidade    | Pontos}} | DC         | DO         | DL         |
| ----------------- | --------------------------------------- | ---------------- | -------- | ---------- | ---------- | ---------- |
| Medalha de ouro   | Tatiana Navka / Roman Kostomarov        | Rússia           | 214.97   | 44.19 (1)  | 63.62 (1)  | 107.16 (1) |
| Medalha de prata  | Elena Grushina / Ruslan Goncharov       | Ucrânia          | 205.30   | 40.39 (2)  | 62.01 (2)  | 102.90 (3) |
| Medalha de bronze | Isabelle Delobel / Olivier Schoenfelder | França           | 202.10   | 38.49 (4)  | 59.23 (4)  | 104.38 (2) |
| 4                 | Galit Chait / Sergei Sakhnovski         | Israel           | 200.98   | 38.32 (5)  | 60.67 (3)  | 101.99 (4) |
| 5                 | Federica Faiella / Massimo Scali        | Itália           | 181.89   | 36.10 (6)  | 53.96 (6)  | 91.83 (5)  |
| 6                 | Oksana Domnina / Maxim Shabalin         | Rússia           | 178.91   | 35.15 (7)  | 53.46 (7)  | 90.30 (6)  |
| 7                 | Svetlana Kulikova / Vitali Novikov      | Rússia           | 169.10   | 32.53 (10) | 49.29 (8)  | 87.28 (7)  |
| 8                 | Sinead Kerr / John Kerr                 | Reino Unido      | 167.04   | 32.97 (8)  | 48.82 (9)  | 85.25 (8)  |
| 9                 | Kristin Fraser / Igor Lukanin           | Azerbaijão       | 165.96   | 32.75 (9)  | 48.18 (10) | 85.03 (9)  |
| 10                | Nóra Hoffmann / Attila Elek             | Hungria          | 160.13   | 30.72 (11) | 46.21 (11) | 83.20 (10) |
| 11                | Anastasia Grebenkina / Vazgen Azroyan   | Armênia          | 154.31   | 29.31 (13) | 44.15 (12) | 80.85 (11) |
| 12                | Nathalie Péchalat / Fabian Bourzat      | França           | 148.32   | 29.24 (14) | 43.14 (13) | 75.94 (13) |
| 13                | Natalia Gudina / Alexei Beletski        | Israel           | 147.11   | 29.88 (12) | 40.62 (17) | 76.61 (12) |
| 14                | Pamela O'Connor / Jonathon O'Dougherty  | Reino Unido      | 144.46   | 27.33 (16) | 42.81 (14) | 74.32 (14) |
| 15                | Christina Beier / William Beier         | Alemanha         | 138.60   | 26.64 (17) | 41.70 (16) | 70.26 (16) |
| 16                | Julia Golovina / Oleg Voiko             | Ucrânia          | 136.46   | 26.13 (18) | 40.05 (18) | 70.28 (15) |
| 17                | Alexandra Kauc / Michał Zych            | Polônia          | 135.16   | 27.39 (15) | 42.21 (15) | 65.56 (18) |
| 18                | Alessia Aureli / Andrea Vaturi          | Itália           | 131.08   | 25.83 (19) | 38.02 (19) | 67.23 (17) |
| 19                | Diana Janostakova / Jiří Procházka      | República Tcheca | 119.52   | 19.97 (21) | 35.65 (20) | 63.90 (19) |
| 20                | Daniela Keller / Fabian Keller          | Suíça            | 108.39   | 21.08 (20) | 35.53 (21) | 51.78 (20) |
| 21                | Anna Galcheniuk / Oleg Krupen           | Bielorrússia     | 79.03    | 12.36 (22) | 25.49 (22) | 41.18 (21) |
| WD                | Albena Denkova / Maxim Staviski         | Bulgária         | 98.00    | 40.08 (3)  | 57.92 (5)  | ─ (WD)     |

## Quadro de medalhas
| Ordem | País      | Medalha de ouro | Medalha de prata | Medalha de bronze |    | Ordem por total |
| ----- | --------- | --------------- | ---------------- | ----------------- | -- | --------------- |
| 1     | Rússia    | 4               | 1                | 1                 | 6  | 1               |
| 2     | França    |                 | 1                | 1                 | 2  | 2               |
| 2     | Ucrânia   |                 | 1                | 1                 | 2  | 2               |
| 4     | Finlândia |                 | 1                |                   | 1  | 4               |
| 5     | Alemanha  |                 |                  | 1                 | 1  | 4               |
| TOTAL | TOTAL     | 4               | 4                | 4                 | 12 | —               |